# Małgorzata Flesch
Maria Róża Flesch, właśc. Małgorzata Flesch, niem. Margaretha Flesch (ur. 24 lutego 1826 w Schönstatt nad Renem, zm. 25 marca 1908 w Waldbreitbach) – niemiecka zakonnica, założycielka franciszkanek misjonarek Matki Bożej Anielskiej, błogosławiona Kościoła rzymskokatolickiego.
Była najstarszą z siedmiorga dzieci swoich rodziców. W 1832 roku zmarła jej matka, wówczas jej ojciec ożenił się ponownie. W 1842 roku zmarł jej ojciec. 13 marca 1863 roku razem z dwoma innymi kobietami złożyła śluby zakonne w kaplicy Świętego Krzyża i otrzymała imię zakonne Róża odtąd była znana jako Matka Maria Róża. Założyła zgromadzenie Sióstr Franciszkanek Matki Boskiej Anielskiej, zatwierdzone przez biskupa Trewiru 13 marca 1863 roku.
Matka Maria Róża zmarła 25 marca 1908 roku, mając 82 lata, w opinii świętości.
Została beatyfikowana przez papieża Benedykta XVI w dniu 4 maja 2008 roku.